# The Autumn of Pride
The Autumn of Pride er en britisk stumfilm fra 1921 af W. P. Kellino.

## Medvirkende
- Nora Swinburne – Peggy Naylor
- David Hawthorne – John Lytton
- Mary Dibley – Helen Stone
- Cecil Morton York – Abel Lytton
- Cecil del Gue – Mr. Naylor
- Clifford Heatherley – George Pentecost
- Donald Castle – Willoughby
- C. Hargrave Mansell – Handley